# Zátonyi Sándor (pedagógus, 1928)
Zátonyi Sándor (Csepreg, 1928. január 22. –) matematika–fizika szakos tanár, több fizikatankönyv szerzője, állami díjas (1966). Ifj. Zátonyi Sándor pedagógus édesapja.

## Életpályája
Általános iskolai tanító, majd matematika–fizika szakos tanár Zsirán (1947–1954), Szakonyban (1954–1968), majd Sopronban (1968–1971). Közben matematika–fizika szakfelügyelő (1954–1971) Győr–Sopron megyében. 1971–1988 között az Országos Pedagógiai Intézet munkatársaként az általános iskolai fizika tantárgy gondozója. 1984-ben Szegeden, a József Attila Tudományegyetemen (egyetemi) doktori címet szerzett pedagógiából. 1988-tól nyugdíjas. 1968–2020 között Sopronban lakott, 2020-ban Békéscsabára költözött.

## Főbb publikációi

### Könyvek
- Fizika az általános iskola 6. osztálya számára (Kovács Zoltánnal), Budapest, Tankönyvkiadó, 1964, (14. kiadás, 1977, ISBN 963-17-2317-8)
- Fizika az általános iskola 7. osztálya számára (Kovács Zoltánnal), Budapest, Tankönyvkiadó, 1965, (13. kiadás, 1977, ISBN 963-17-2390-9)
- Fizika az általános iskola 8. osztálya számára (Kovács Zoltánnal), Budapest, Tankönyvkiadó, 1966, (12. kiadás, 1977, ISBN 963-17-2335-6)
- Tanári kézikönyv a fizika 6. osztályos tanításához (Kovács Zoltánnal), Budapest, Tankönyvkiadó, 1965
- Tanári kézikönyv a fizika 7. osztályos tanításához (Kovács Zoltánnal), Budapest, Tankönyvkiadó, 1966
- Tanári kézikönyv a fizika 8. osztályos tanításához (Kovács Zoltánnal), Budapest, Tankönyvkiadó, 1967
- Tanári kézikönyv a 8. osztályos matematika tanításához (Kovács Zoltánnal), Budapest, Tankönyvkiadó, 1968
- Matematikai feladatgyűjtemény (8. osztály), Budapest, Tankönyvkiadó, 1970, (5. kiadás, 1974, ISBN 963-17-0488-2)
- Tanulói kísérletek az általános iskolák fizika tanításához (Gergely Péterrel), Budapest, Tankönyvkiadó, 1970
- Kis elektrotechnikus, Budapest, Tankönyvkiadó, 1977,  ISBN 963-17-2008-X
- A fizika tartalmi megújítása az általános iskolában, Budapest, Országos Pedagógiai Intézet, 1977, ISBN 963-7801-37-5
- Részletes követelmény- és taneszköz-rendszer. Általános iskola. Fizika 6. osztály, Budapest, Országos Pedagógiai Intézet, 1978
- Részletes követelmény- és taneszköz-rendszer. Általános iskola. Fizika 7. osztály, Budapest, Országos Pedagógiai Intézet, 1979
- Részletes követelmény- és taneszköz-rendszer. Általános iskola. Fizika 8. osztály, Budapest, Országos Pedagógiai Intézet, 1980, ISBN 963-681-166-0
- Játékok zsebteleppel és mágnespatkóval, Budapest, Móra Könyvkiadó, 1980, ISBN 963-11-2147-X
- Elektromosságtani előismeretek, Budapest, Tankönyvkiadó, 1981, ISBN 963-17-5542-8
- Eredményvizsgálat témazáró feladatlapokkal. Fizika 6-8. o., Budapest, Országos Pedagógiai Intézet, 1982, ISBN 963-681-404-X
- A fizikai feladatok és a tanulók gondolkodása, Budapest, Tankönyvkiadó, 1983, ISBN 963-17-7167-9
- Az előismeretektől a tudásig, Budapest, Tankönyvkiadó, 1986, ISBN 963-17-9387-7
- A C16 és Plus/4 az általános iskolai fizikatanításban (ifj. Zátonyi Sándorral), Budapest, Novotarde, 1986, ISBN 963-02-5105-1
- Fizika 7 (Energia I.) Fakultatív tankönyv a 7. osztály számára (Smidéliusz Zsuzsával), Budapest, Tankönyvkiadó, 1987, ISBN 963-17-9789-9
- Fizika 8 (Energia II.) Fakultatív tankönyv a 8. osztály számára (Smidéliusz Zsuzsával), Budapest, Tankönyvkiadó, 1988, ISBN 963-18-0830-0
- A fizika tanítása és tanulása az általános iskolában, Budapest, Tankönyvkiadó, 1990, ISBN 963-18-2463-2
- Középiskolába készülök fizikából, Celldömölk, Apáczai Kiadó, 1991, ISBN 963-7478-17-5
- Fizika 6/1 (ifj. Zátonyi Sándorral), Budapest, Nemzeti Tankönyvkiadó, 1993, ISBN 963-18-5060-9
- Fizika 6/2 (ifj. Zátonyi Sándorral), Budapest, Nemzeti Tankönyvkiadó, 1994, ISBN 963-18-5414-0
- Fizika 6/3 (ifj. Zátonyi Sándorral), Budapest, Nemzeti Tankönyvkiadó, 1995, ISBN 963-18-6164-3
- Fizika 6/4 (ifj. Zátonyi Sándorral), Budapest, Nemzeti Tankönyvkiadó, 1996, ISBN 963-18-6910-5
- Fizika 6/5 (ifj. Zátonyi Sándorral), Budapest, Nemzeti Tankönyvkiadó, 1997, ISBN 963-18-7634-9
- Fizika 6/6 (ifj. Zátonyi Sándorral), Budapest, Nemzeti Tankönyvkiadó, 1998, ISBN 963-18-8399-X
- Tanácsok a Fizika 6/1. és Fizika 6/2. tankönyvek és témazáró feladatlapok használatához (ifj. Zátonyi Sándorral), Budapest, Nemzeti Tankönyvkiadó, 1994, ISBN 963-18-5929-0
- Tanácsok a Fizika 6/3. és Fizika 6/4. tankönyvek és témazáró feladatlapok használatához (ifj. Zátonyi Sándorral), Budapest, Nemzeti Tankönyvkiadó, 1996, ISBN 963-18-7405-2
- Mit kell tudni fizikából az alapvizsgához?, Budapest, Nemzeti Tankönyvkiadó, 1996, ISBN 963-18-6849-4
- Fizika 7. (ifj. Zátonyi Sándorral), Budapest, Nemzeti Tankönyvkiadó, 1998, ISBN 963-18-8847-9
- Fizika 8. (ifj. Zátonyi Sándorral), Budapest, Nemzeti Tankönyvkiadó, 1999, ISBN 963-18-9379-0
- Alapműveltségi vizsga. Részletes vizsgakövetelmények ... Fizika, Szeged, OKI Alapműveltségi Vizsgaközpont – Mozaik Kiadó, 1998, ISBN 963-697-182-X
- Képességfejlesztő fizikatanítás, Budapest, Nemzeti Tankönyvkiadó, 2001, ISBN 963-19-1596-4
- Fizika feladatok 10 éves kortól (Sebestyén Zoltánnal és Vida Józseffel), Piliscsaba, Konsept-H Könyvkiadó, 2002, ISBN 963-9362-24-7
- Fizika 7., Budapest, Nemzeti Tankönyvkiadó, 2002, ISBN 963-19-2047-X
- Fizika 8., Budapest, Nemzeti Tankönyvkiadó, 2003, ISBN 963-19-3320-2
- Természetismeret - Fizika 6., Budapest, Nemzeti Tankönyvkiadó, 2003, ISBN 963-19-4119-1
- Fizikai kísérletek környezetünk tárgyaival, Budapest, Nemzeti Tankönyvkiadó, 2006, ISBN 963-19-5734-9
- Fizika 7., Budapest, Nemzeti Tankönyvkiadó, 2009, (átdolgozott), ISBN 978-963-19-6141-6
- Fizika 8., Budapest, Nemzeti Tankönyvkiadó, 2009, (átdolgozott), ISBN 978-963-19-6557-5
- Fizika a 7. évfolyam számára, Budapest, Oktatáskutató és Fejlesztő Intézet, 2015, ISBN 978-963-19-7861-2
- Fizika a 8. évfolyam számára, Budapest, Oktatáskutató és Fejlesztő Intézet, 2016, ISBN 978-963-19-7864-3

### Cikkek
- Könyvnyomda Csepregen a XVII. század első felében, Vasi Szemle 1963. (17. évf.) 2. sz.
- Bognár Ignác, Vasi Szemle, 1966. (20. évf.) 2. sz.
- A tanulók gondolkodásának fejlődés-lélektani vizsgálata a fizika tanításához, Magyar Pedagógia 1969. évf. 3-4. sz.
- Vizsgálat és kísérlet a tanulók gondolkodásának köréből, Pedagógiai Szemle 1973. évf. 11. sz.
- A csepregi reformáció kori kollégium (1557-1643), Soproni Szemle, 1974. (28. évf.) 4. sz. → A cikk
- Az általános iskolai tantervtervezet kipróbálásának tapasztalataiból, A Fizika Tanítása 1976. évf. 3. sz.
- Az általános iskolai fizikatanítás fejlődéséről és jelenlegi helyzetéről, Fizikai Szemle, 1979. évf. 1. sz.
- Korreláció az írásbeli és szóbeli feleletek között, Magyar Pedagógia. 1979. évf. 3. sz.
- Ellenőrzés szóban és írásban, ahogy a tanulók látják, Pedagógiai Szemle 1980. évf. 11. sz.
- A fizikatanulás és a motiváció változása, Pedagógiai Szemle 1982. évf. 11. sz.
- Tantervek, tankönyvek és tanulói eredmények az általános iskolában, Fizikai Szemle 1985. évf. 7. sz.
- Különbségek a fiúk és a lányok eredményeiben a fizikai számításos feladatok megoldásában, Pedagógiai Szemle 1987. évf. 6. sz.
- A számítógépes szimuláció és az interiorizáció, Pedagógiai Technológia 1989. évf. 1. sz.
- Szorzás, osztás, mértékegység-átváltás matematika- és fizikaórán, Pedagógiai Szemle 1981. évf. 11. sz.
- A reformáció kori csepregi kollégium (1557-1643), Magyar Pedagógia 1991. (91. évf.) 3-4. sz. → A cikk Archiválva 2018. január 18-i dátummal a Wayback Machine-ben
- A 8. osztályos tanulók fizika tantárgyi tudásának diagnosztikus elemzése, In: Pedagógiai Diagnosztika, (Szerk.: Vidákovich Tibor.) Szeged, Alapműveltségi Vizsgaközpont, 1992., 37-65. o.
- Egymásra utalt tantárgyak. Az általános iskolai fizika és kémia összehangolt, koncentrált tanítása, tanulása, Iskolakultúra, 1992. évf. 5. sz.
- Új fizika tanterv és tankönyvsorozat (ifj. Zátonyi Sándorral), Iskolakultúra, 1993./17.
- Tanári és tanulói vélemények a fizika tananyagáról, Iskolakultúra 2000. évf. 3. sz.
- Fizika felmérő. A 8-11. évfolyamos tanulók tudásának diagnosztikus értékelése, Iskolakultúra 2001. évf. 3. sz.
- A 2001. évi országos fizika tantárgyi mérés eredményei, A Fizika Tanítása 2002. évf. 2. sz.
- Hatvan éves az általános iskola, Iskolakultúra 2006. (16. évf.) 2. sz. → A cikk
- Négyszázötven éves a csepregi iskola, Vasi Szemle 2007. (61. évf.) 3. sz.
- A motiváció és környezetünk fizikája, Fizikai Szemle, 2007. (57. évf.) 5. sz. → A cikk
- Bognár Cecil (1883-1967) (A fizika és a pszichológia kiváló művelője), Vasi Szemle, 2009. (63. évf.) 6. sz.
- Szabó József, a magyar gabonanemesítés úttörője, Vasi Szemle, 2010. (64. évf.) 2. sz.
- Fejezetek Csepreg szőlőtermelésének és borkereskedelmének múltjából, Vasi Szemle 2013. (67. évf.) 1. sz.
- Péterfy Sándor (1841–1913) emlékezete (Halálának centenáriumán), Vasi Szemle, 2013. (67. évf.) 5-6. sz.

## Kitüntetések, díjak
- Kiváló Tanár (1958)
- Állami Díj (1966) – A korszerű általános iskolai fizika tankönyvek és kézikönyvek írásáért. Megosztott díj Kovács Zoltánnal.
- Mikola Sándor-díj (1988)
- Sopron Kiváló Pedagógusa (1995)
- Ericsson-díj (2000)
- Rátz Tanár Úr-életműdíj (2004)
- Csepreg Város Szolgálatáért Díj (oktatási tagozat, 2024)

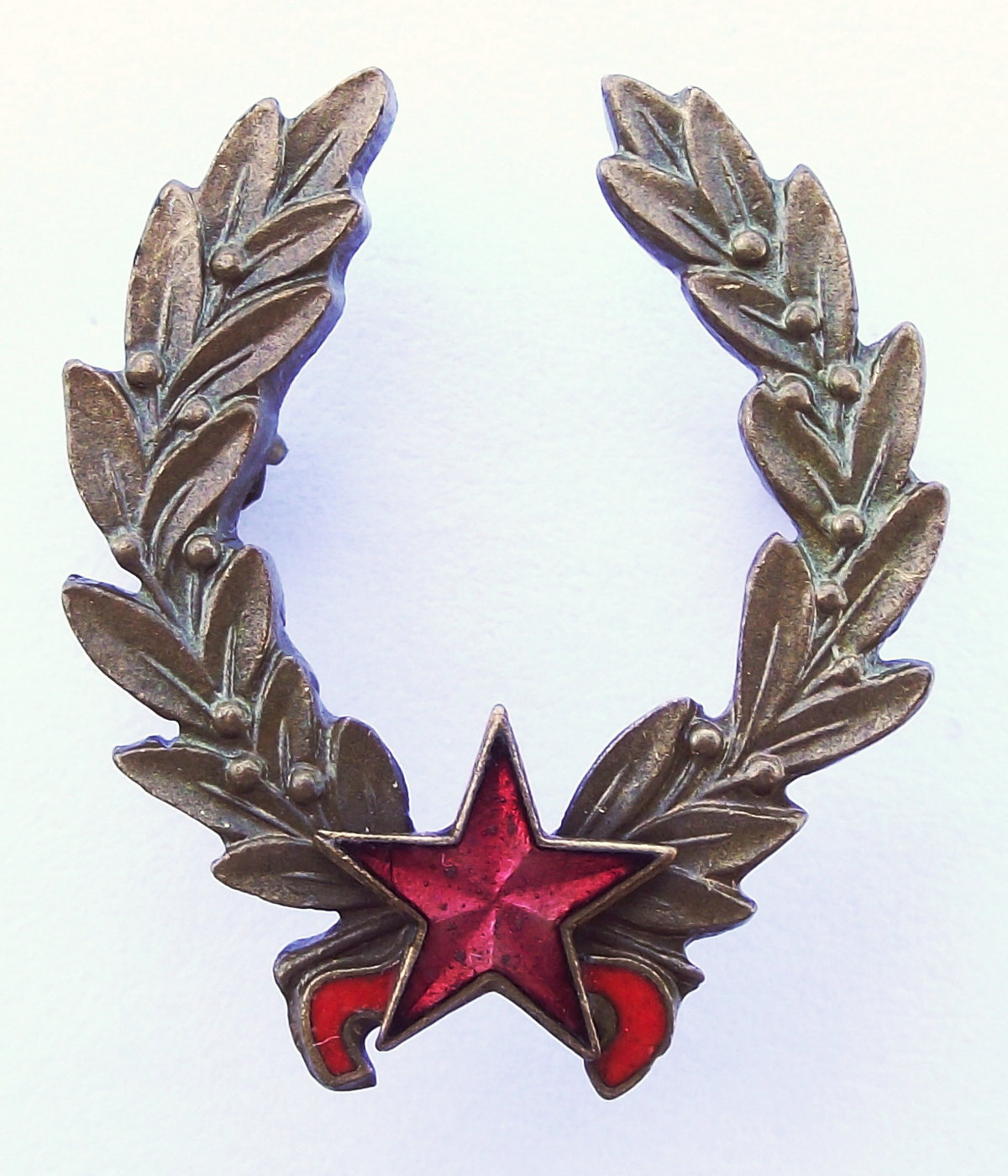
Állami Díj
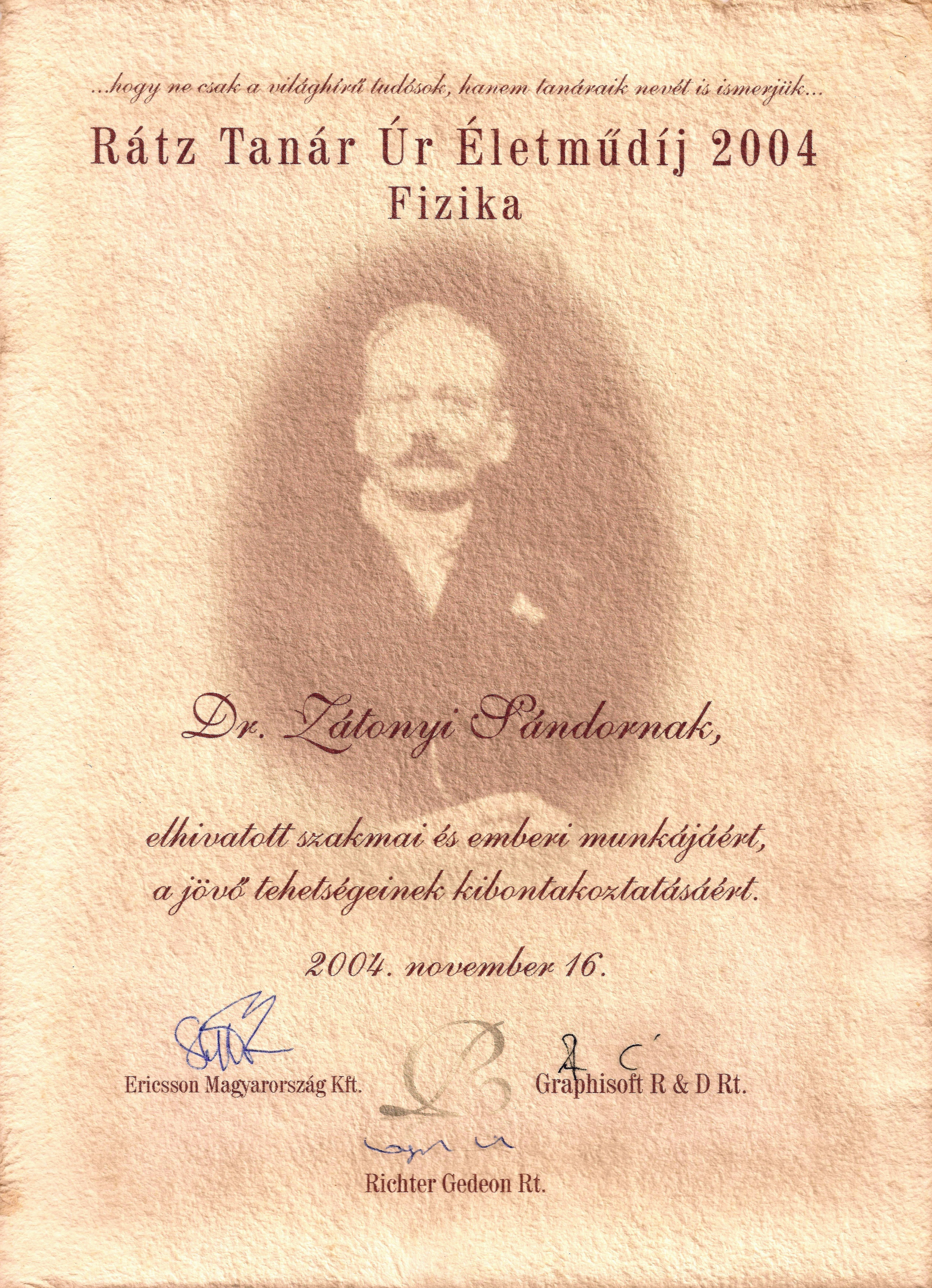
A Rátz Tanár Úr-életműdíj oklevele